# Osmolaliteit
Osmolaliteit is de concentratie van de osmotisch werkzame stoffen per kilogram oplosmiddel. De osmolaliteit wordt uitgedrukt in osmol (of milliosmol) per kilogram oplosmiddel.
De grootheid osmolaliteit verschilt van osmolariteit door de uitdrukking per kilogram oplosmiddel en niet per liter oplossing. Merk op dat voor water de osmolaliteit en osmolariteit identiek zijn doordat het soortelijk gewicht van water bij benadering 1 kg/L bedraagt. Verschillen tussen osmolaliteit en osmolariteit zijn er vooral ook bij oplossingen waarbij er een relevante fractie niet uit water bestaat. Zo zijn osmolaliteit en osmolariteit van plasma vrijwel identiek, maar voor volbloed significant verschillend.
De osmol is de eenheid van osmotische activiteit. Ze hangt af van de toestand waarin stoffen zich in oplossing bevinden. Eén mol NaCl in oplossing heeft een osmotische activiteit van twee osmol, aangezien de binding tussen de ionen Na+ en Cl- verbroken wordt door middel van oplossing.

## Effectieve osmolaliteit
De effectieve osmolaliteit of toniciteit wordt bepaald door de hoeveelheid effectieve osmolen. Deze wordt bepaald door de stoffen die niet door het (semi-permeabele) membraan naar het aangrenzende compartiment kunnen diffunderen. Dit komt in principe neer op de osmolaliteit zonder ureum, aangezien dit vrij door celmembranen diffundeert. Ook ethanol draagt niet bij aan de toniciteit van een oplossing.
De som van alle doorlaatbare en niet-doorlaatbare osmotische stoffen bepaalt de osmolaliteit. De som van enkel de niet-doorlaatbare osmolen (dit zijn de effectieve osmolen) bepaalt de effectieve osmolaliteit of toniciteit.

## Het menselijk lichaam
De toniciteit is een belangrijke parameter in de waterhuishouding van het lichaam. De effectieve osmotische activiteit van de lichaamsvloeistoffen bepaalt de stroom van of naar de cellen.
Toniciteit wordt bepaald door een aantal stoffen die niet door de semi-permeabele membranen van het lichaam kunnen en daardoor instaan voor de vochtverdeling tussen de lichaamscompartimenten (intracellulair - extracellulair). De osmotisch stoffen in humaan plasma zijn o.a. ureum, Na+, K+, HCO3− en Cl−, glucose en albumine.
Doch aangezien ureum los door de lichaamsmembranen kan diffunderen, behoort het niet tot de effectieve osmolen. Verder is de concentratie aan extracellulair kalium verwaarloosbaar ten opzichte van de overige concentraties effectieve osmolen. Wanneer voorts in rekening wordt gebracht dat het aantal osmolen Na+ steeds gelijk is aan het aantal osmolen Cl− + HCO3−, kan men de osmolaliteit van plasma eenvoudig berekenen aan de hand van volgende vereenvoudigde formule:
2× Na+ + glucose
of de volledige formule:
1,86× (Na + K) + ureum/2,8 + glucose/18 + 9 (Amerikaanse eenheden van ureum en glucose; mg/dL)
1,86× (Na + K) + ureum + glucose (alles in mmol/L)
Deze formule is alleen te gebruiken met Amerikaanse (conventionele) eenheden van ureum en glucose in mg/dL. Met de osmolen albumine wordt geen rekening gehouden, aangezien deze te verwaarlozen is, zolang de hoeveelheid in het bloed normaal is.
Indien exogene osmotische stoffen werden toegediend of ingenomen, dienen deze bij de effectieve osmolen opgeteld te worden. Frequent voorkomend zijn mannitol en alcoholen.
De normale toniciteit van plasma bedraagt 285 mosmol/kg water. Is de toniciteit verlaagd, dan spreken we van hypotoniciteit, is ze verhoogd dan spreken we van hypertoniciteit.
De begrippen hypo- en hypertoniciteit worden eveneens gebruikt als relatieve begrippen tussen twee vloeistoffen die verschillen in osmolaliteit. Hebben beide vloeistoffen dezelfde osmolaliteit dan worden zij isotoon genoemd.